# Zacharias Topelius
Zacharias Topelius (Kuddnäs, 14 de janeiro de 1818 - Helsinque, 12 de março de 1898)  foi um escritor finlandês de expressão sueca. Neo-romântico e nacionalista, popularizou-se por seus contos infantis. Sua obra foi: Sagor (1847 - 1852) e Fältskärns berättelser (1854-1867).

## Trabalhos selecionados
- The Tomten in Åbo Castle, 1849 (em sueco:  Tomtegubben i Åbo slott, em finlandês:  Turun linnan tonttu-ukko)
- Sov du lilla vide ung, 1869 (Trollsländan) [5]
- Boken om vårt land, 1875 (Maamme-kirja, Book of Our Land)
- Vinterqvällar, 1881 (Talvi-iltain tarinoita)
- Fältskärns berättelser, 1884 (Välskärin kertomukset) [5]
- Läsning för barn, 1881[6][7] (Lukemisia lapsille)
- Stjärnornas kungabarn, 1899–1900 (Tähtien turvatit)
- Sampo Lappelill (1860)